# اقتصاد النقل

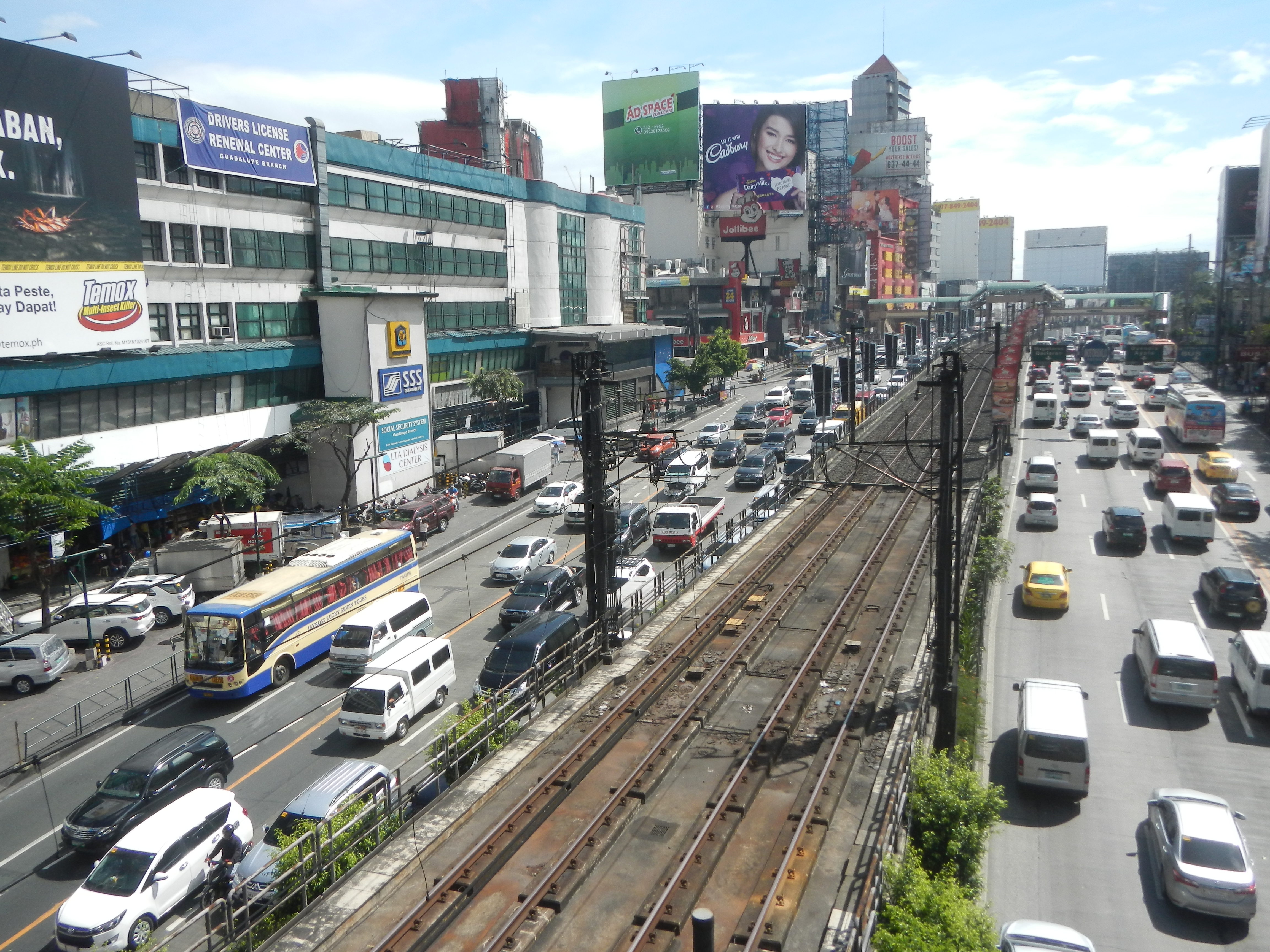

اقتصاد النقل (بالإنجليزية: Transport Economics)‏ هو فرع من الاقتصاد أُسس عام 1959 من قبل الاقتصادي الأمريكي جون ر. ماير الذي يتعامل مع تخصيص الموارد في قطاع النقل. يرتبط اقتصاد النقل بالهندسة المدنية. ويختلف عن بعض فروع الاقتصاد الأخرى في افتراض أن الاقتصاد الفوري غير المحدود لا يُستثمر. يتدفق الناس والبضائع عبر الشبكات بتفاوتات معينة. غالبًا ما يؤدي الشراء المسبق للتذاكر إلى انخفاض الأسعار. إذ أن الشبكات نفسها قد تكون تنافسية أو غير تنافسية. قد تتطلب عملية التبضع الواحدة (السلعة النهائية، في نظر المستهلك) تجميع الخدمات التي تقدمها عدة شركات ووكالات ونماذج.
على الرغم من أن أنظمة النقل تتبع نفس نظرية العرض والطلب التي تتبعها الصناعات الأخرى، فإن تعقيدات تأثيرات الشبكة والاختيارات بين البضائع المختلفة (مثل السيارات والحافلات) تجعل تقدير الطلب على مرافق النقل أمرًا صعبًا. أدى بدوره تطوير نماذج تقدير الخيارات المحتملة بين البضائع المشاركة في قرارات النقل (نماذج الاختيار المنفصلة) إلى تطوير فرع مهم من الاقتصاد القياسي، إضافةً لنيل دانييل مكفادين جائزة نوبل.
في مجال النقل، يمكن قياس الطلب من خلال عدد الرحلات أو إجمالي المسافة المقطوعة في جميع الرحلات (مثل المسافة التي يقطعها الركاب في النقل العام أو المسافة التي تقطعها العربة (في كي تي) في النقل الخاص). تعتبر الموارد مقياسًا للسعة. ويقاس سعر السلعة (الرحلة) باستخدام كلفة الرحلة المعممة، والتي تشمل كلًا من النفقة المالية والزمنية.
تأثير الزيادة في الموارد (أي السعة) له أهمية خاصة في اقتصاد النقل، إذ أن العواقب البيئية المحتملة كبيرة (انظر المؤثرات الخارجية أدناه).

## المؤثرات الخارجية
إضافةً لتوفير فوائد لمستخدميها، تفرض شبكات النقل مؤثرات خارجية إيجابية وسلبية على غير المستخدمين. تعتبر هذه المؤثرات الخارجية –خاصة السلبية منها– جزءًا من اقتصاد النقل.
قد تشمل المؤثرات الخارجية الإيجابية لشبكات النقل القدرة على تقديم خدمات الطوارئ، وزيادة قيمة الأرض، وفوائد التكتل. المؤثرات الخارجية السلبية كثيرة وتشمل التلوث الهوائي المحلي، والتلوث الضوضائي، والتلوث البصري، ومخاطر السلامة، وتقسيم المجتمع والازدحام. وتعد مساهمة أنظمة النقل في التغير المناخي الخطير من المؤثرات الخارجية السلبية التي يصعب تقييمها كميًاً، ما يجعل من الصعب (ولكن ليس من المستحيل) إدراجها في البحوث والتحليلات القائمة على اقتصاد النقل.
يعتبر الاقتصاديون الازدحام مؤثرًا خارجيًا سلبيًا. تحدث المؤثرات الخارجية عندما تعود الصفقة على طرف ثالث بتكاليف أو فوائد، ويكون ذلك غالبا، وليس ضروريا، بسبب استخدام منفعة عامة. على سبيل المثال، تسبب الصناعة أو النقل تلوث الهواء، ما يؤدي إلى فرض تكاليف على الآخرين عند استخدام الهواء العام.

### الازدحام المروري
الازدحام المروري هو مؤثر خارجي سلبي ناجم عن مؤثرات مختلفة. ذكرت دراسة أمريكية صدرت عام 2005 أن هناك سبعة أسباب جذرية للازدحام، وأعطت الملخص التالي لنسبها: الاختناقات المرورية 40٪، حوادث المرور 25٪، الطقس السيئ 15%، مناطق العمل 10%، توقيت الإشارة 5%، وأحداث خاصة أخرى 5%. ضمن مجتمع اقتصاد النقل، تُعتبر رسوم الازدحام آلية مناسبة للتعامل مع هذه المشكلة (أي لاستيعاب المؤثرات الخارجية) من خلال تخصيص سعة منخفضة للمستخدمين على الطريق. تعتبر توسيع السعة أيضًا آلية محتملة للتعامل مع الازدحام المروري، ولكنها غالبًا غير مرغوبة (خاصة في المناطق الحضرية) ولها أحيانًا فوائد مشبوهة. يُعد وليام فيكري، الحائز على جائزة نوبل لعام 1996 عن عمله في «الخطر الأخلاقي»، أحد مؤسسي رسوم الازدحام، إذ اقترح الرسوم لأول مرة في مدينة نيويورك لمترو الأنفاق عام 1952. في مجال النقل البري، طرحت هذه النظريات من قبل موريس أليس، الحائز على جائزة نوبل «لإسهاماته الرائدة في نظرية الأسواق والاستخدام الفعال للموارد»، وغابرييل روث الذي كان له دور أساسي في التصميمات الأولى وبناءً على توصية البنك الدولي  وُضع النظام الأول في سنغافورة. ويُعد روبن سميد، نائب مدير مختبر النقل وأبحاث الطرق رائداً في هذا المجال، وطُرحت أفكاره للحكومة البريطانية فيما يعرف باسم تقرير سميد.
لا يقتصر الازدحام على شبكات الطرق، بل أن المؤثرات الخارجية السلبية التي يفرضها الازدحام مهمة في شبكات المواصلات العامة المزدحمة وكذلك في مناطق المشاة المزدحمة، مثلًا ما يحدث في مترو أنفاق لندن أيام الأسبوع أو أي محطة قطار داخل المدينة، في أوقات الذروة. هناك فائض قياسي في الطلب مقارنة بالعرض بسبب الطلب الكبير على القطارات أوقات الذروة، لأن الناس يريدون العودة إلى ديارهم. ومع ذلك، فإن مساحة المنصات وسعة القطارات محدودة وصغيرة مقارنة بالطلب عليها. نتيجة لذلك، تبقى حشود من الناس خارج أبواب القطار وفي ممرات محطة القطار. يزيد ذلك من زمن التأخير بالنسبة للركاب، والذي يمكن أن يسبب في كثير من الأحيان زيادة في التوتر أو غيرها من المشاكل.

#### رسوم الازدحام
رسوم الازدحام هي إستراتيجية تسعير فعالة تتطلب من المستخدمين أن يدفعوا أكثر مقابل المصلحة العامة، وبالتالي زيادة مكاسب الرفاهية أو المنفعة الصافية للمجتمع. رسوم الازدحام هي إحدى استراتيجيات الطلب الثانوي البديل (على عكس العرض الثانوي) التي يقدمها الاقتصاديون لمعالجة الازدحام. نُفذت رسوم الازدحام لأول مرة في سنغافورة عام 1975، إلى جانب مجموعة شاملة من تدابير رسوم الطرق وقواعد صارمة لملكية السيارات والتحسينات في النقل الجماعي. بفضل التقدم التكنولوجي في جمع الرسوم الكترونيًا، قامت سنغافورة بتحديث نظامها عام 1998. ونُفذت خطط رسوم مماثلة في روما في عام 2001، كترقية لنظام التحكم اليدوي في المنطقة الذي كان يُعمل به في عام 1998، وفي لندن في عام 2003 ومُدد في عام 2007، وفي ستوكهولم في عام 2006، كمحاولة استمرت لسبعة أشهر، ثم بشكل دائم منذ أغسطس 2007.

### رسوم التلوث
منذ يناير عام 2008، قدمت ميلانو نظام رسوم المرور كخطة تجريبية لمدة عام واحد، يسمى إيكوباس، والذي يستثني المركبات ذات الانبعاثات الأعلى (يورو 4) ومركبات الوقود البديل الأخرى.  فيما بعد، مُدد العمل بنظام إيكوباس حتى 31 ديسمبر عام 2009.
حتى خبراء النقل الذين يدعمون نظام رسوم الازدحام توقعوا العديد من القيود العملية والمخاوف والقضايا المثيرة للجدل فيما يتعلق بالتنفيذ الفعلي لهذه السياسة. أوضح المخطِط الإقليمي الشهير روبرت سيرفو: «أثبتت الرسوم الاجتماعية الحقيقية للنقل بالقطارات داخل المدن  أنها مثالية نظريًا حتى الآن بعيدًا عن التنفيذ الواقعي. العقبة الرئيسية هي أنه باستثناء أساتذة اقتصاد النقل وكادر من دعاة حماية البيئة، هناك عدد قليل من الناس يفضلون دفع رسوم أعلى في فترة الذروة، ويشتكي غالبًا سائقو السيارات من الطبقة الوسطى من أنهم يدفعون الكثير من ضرائب البنزين ورسوم التسجيل لقيادة سياراتهم، وأنهم يدفعون أكثر خلال الفترات المزدحمة. في الولايات المتحدة، عدد قليل من السياسيين على استعداد للدفاع عن سبب فرض رسوم الازدحام خوفًاً من أعمال انتقامية من قبل ناخبيهم... يجادل النقاد أيضًا بأن فرض رسوم إضافية على القيادة هو سياسة نخبوية وفرض الرسوم على الفقراء بحيث يمكن للأثرياء أن يتحركوا دون أي عائق. ولهذا السبب تبقى الرسوم في ذروة المرور حلمًا يتبادر في أذهان الكثيرين».